# الجزائر في الألعاب الأولمبية الصيفية 2012

دخول الوفد الجزائري في حفل الافتتاح يتقدمهم عبد الحفيظ بن شبلة رافع العلم

شاركتالجزائر في الألعاب الأولمبية الصيفية 2012 في الفترة من 27 يوليو - 12 أغسطس 2012. ودخلت ب 39 رياضي في 12 رياضة واحدة جماعية وهي كرة الطائرة النسوية.
ورفع الراية الجزائرية في حفل الافتتاح الملاكم عبد الحفيظ بن شبلة

## أحداث
وشاركت الجزائر بأصغر مبارزة في تاريخ رياضة المبارزة بالسيف حيث تبلغ المبارزة موتوسامي ليا 14 عام فقط
وأقصيا أربع منافسين بعد تأهلهم إلى الأولمبياد اثنان من العاب القوى بسبب المنشطات وهما العربي بورعدة وزهرة بوراس

## التتويجات
| المتوج       | الرياضة     | الاختصاص | ذهبية | فضية | برونزية |
| ------------ | ----------- | -------- | ----- | ---- | ------- |
| توفيق مخلوفي | ألعاب القوى | 1500 متر | 1     |      |         |
| المجموع      |             |          | 1     |      |         |

## القوى

العداء مخلوفي اثناء وصوله لخط النهاية

مقال تفصيلي: ألعاب القوى في الألعاب الأولمبية الصيفية 2012
منافسات الجرى
| اللاعب        | المنافسة       | الدور التأهيلى | الدور التأهيلى | ربع النهائى | ربع النهائى | نصف النهائى | نصف النهائى | النهائى  | النهائى  |
| اللاعب        | المنافسة       | الزمن          | الترتيب        | الزمن       | الترتيب     | الزمن       | الترتيب     | الزمن    | الترتيب  |
| ------------- | -------------- | -------------- | -------------- | ----------- | ----------- | ----------- | ----------- | -------- | -------- |
| الطيب فيلالي  | ماراثون        | —              | —              | —           | —           | —           | —           |          |          |
| سعاد ايت سالم | ماراثون        | —              | —              | —           | —           | —           | —           | 2:31:15  | 37       |
| توفيق مخلوفي  | 1500 متر       | —              | —              | 3:35.15     | 1 تأهل      | 3:42.25     | 1 تأهل      | 3:34.08  |          |
| خالد بلعباس   | 3000 متر موانع | —              | —              | —           | —           | 8:22.32     | 6           | لم يتأهل | لم يتأهل |
| عبود رابح     | 5000 متر       | —              | —              | —           | —           | 13:28.38    | 14          | لم يتأهل | لم يتأهل |

منافسات الميدان
| اللاعب    | المنافسة  | التصفيات | التصفيات | النهائى  | النهائى  |
| اللاعب    | المنافسة  | المسافة  | الترتيب  | المسافة  | الترتيب  |
| --------- | --------- | -------- | -------- | -------- | -------- |
| عصام نيما | قفز ثلاثي | 16.50    | 7        | لم يتأهل | لم يتأهل |

## الملاكمة
| اللاعب             | المنافسة | دور ال 32                   | دور ال 16                       | ربع النهائى          | نصف النهائى      | النهائى          | النهائى          |
| اللاعب             | المنافسة | النتيجة                     | النتيجة                         | النتيجة              | النتيجة          | النتيجة          | الترتيب          |
| ------------------ | -------- | --------------------------- | ------------------------------- | -------------------- | ---------------- | ---------------- | ---------------- |
| محمد فليسي         | (49 كلغ) | تايلاند خسر (11-19)         | أقصي من دور ال32                | أقصي من دور ال32     | أقصي من دور ال32 | أقصي من دور ال32 | أقصي من دور ال32 |
| سمير براهيمي       | (52 كلغ) | أستراليا فاز (14-12)        | روسيا خسر (9-14)                | أقصي من دور ال16     | أقصي من دور ال16 | أقصي من دور ال16 | أقصي من دور ال16 |
| محمد أمين وضاحي    | (56 كلغ) | جورجيا فاز (15-6)           | جمهورية الدومينيكان فاز (16-10) | اليابان خسر (15-17)  | أقصي من دور ال8  | أقصي من دور ال8  | أقصي من دور ال8  |
| عبد القادر شادي    | (60 كلغ) | تركيا خسر (8-15)            | أقصي من دور ال32                | أقصي من دور ال32     | أقصي من دور ال32 | أقصي من دور ال32 | أقصي من دور ال32 |
| إلياس عبادي        | (69 كلغ) | المملكة المتحدة خسر (10-18) | أقصي من دور ال32                | أقصي من دور ال32     | أقصي من دور ال32 | أقصي من دور ال32 | أقصي من دور ال32 |
| عبد المالك رحو     | (75 كلغ) | أستراليا فاز (13-11)        | اليابان خسر (12-21)             | أقصي من دور ال16     | أقصي من دور ال16 | أقصي من دور ال16 | أقصي من دور ال16 |
| عبد الحفيظ بن شبلة | (81 كلغ) | معفى                        | ألمانيا فاز (12-9)              | أوكرانيا خسر (15-17) | أقصي من دور ال8  | أقصي من دور ال8  | أقصي من دور ال8  |
| شعيب بولودينات     | (91 كلغ) | معفى                        | الأرجنتين خسر (5-13)            | أقصي من دور ال8      | أقصي من دور ال8  | أقصي من دور ال8  | أقصي من دور ال8  |

## الدرجات
| اللاعب        | المنافسة | التوقيت | الترتيب |
| ------------- | -------- | ------- | ------- |
| عزالدين لعقاب | طواف     | 00      | انسحب   |

## مبارزة السيف
| اللاعب       | المنافسة         | دور ال 64 | دور ال 32           | دور ال 16 | ربع النهائى | نصف النهائى | النهائى  | النهائى  |
| اللاعب       | المنافسة         | النقاط    | النقاط              | النقاط    | النقاط      | النقاط      | النقاط   | الترتيب  |
| ------------ | ---------------- | --------- | ------------------- | --------- | ----------- | ----------- | -------- | -------- |
| موتوسامي ليا | السيف العربي     | —         | روسيا انهزمت (6-15) | لم تتأهل  | لم تتأهل    | لم تتأهل    | لم تتأهل | لم تتأهل |
| انيسة خلفاوي | مبارزة سيف الشيش | —         | انهزمت (4-15)       | لم تتأهل  | لم تتأهل    | لم تتأهل    | لم تتأهل | لم تتأهل |

## الجودو
| اللاعب      | المنافسة | دور ال 64                            | دور ال 32                             | دور ال 16 | ربع النهائي | نصف النهائي | الترضية 1 | الترضية 2 | النهائي  | النهائي  |          |
| اللاعب      | المنافسة | النتيجة                              | النتيجة                               | النتيجة   | النتيجة     | النتيجة     | النتيجة   | النتيجة   | النتيجة  | الترتيب  |          |
| ----------- | -------- | ------------------------------------ | ------------------------------------- | --------- | ----------- | ----------- | --------- | --------- | -------- | -------- | -------- |
| صورايا حداد | -52      | رومانيا انهزمت 000H - 100 1:25 (IPO) | لم تتأهل                              | لم تتأهل  | لم تتأهل    | لم تتأهل    | لم تتأهل  | لم تتأهل  | لم تتأهل | لم تتأهل |          |
| سونيا عسيلة | +78      | —                                    | المملكة المتحدة انهزمت 0001 - 100 TNO | لم تتأهل  | لم تتأهل    | لم تتأهل    | لم تتأهل  | لم تتأهل  | لم تتأهل | لم تتأهل | لم تتأهل |

## التجذيف
| اللاعب      | المنافسة                                                     | التصفيات | التصفيات | الترضية | الترضية | ربع النهائى | ربع النهائى | نصف النهائى | نصف النهائى | النهائى  | النهائى  |
| اللاعب      | المنافسة                                                     | الزمن    | الترتيب  | الزمن   | الترتيب | الزمن       | الترتيب     | الزمن       | الترتيب     | الزمن    | الترتيب  |
| ----------- | ------------------------------------------------------------ | -------- | -------- | ------- | ------- | ----------- | ----------- | ----------- | ----------- | -------- | -------- |
| امينة رويبة | التجديف في الألعاب الأولمبية الصيفية 2012 – رجال تجديف فردي ‏ | 8د 15 ثا | 94       | 8:42.23 | 2       | لم تتأهل    | لم تتأهل    | لم تتأهل    | لم تتأهل    | لم تتأهل | لم تتأهل |

## الرماية
مقال تفصيلي: الرماية في الألعاب الأولمبية 2012
| الرامي    | الفئة       | نصف النهائى | نصف النهائى      | النهائى | النهائى |
| الرامي    | الفئة       | النقاط      | الترتيب          | النقاط  | الترتيب |
| --------- | ----------- | ----------- | ---------------- | ------- | ------- |
| زياد فاتح | مسدس 10 متر | 562         | 43 ما قبل الاخير | x       | x       |

## السباحة
| السباحة   | المسابقة          | الدور التمهيدي | الدور التمهيدي | نصف النهاية            | نصف النهاية            | النهاية                | النهاية                |
| السباحة   | المسابقة          | توقيت          | رتبة           | توقيت                  | رتبة                   | توقيت                  | رتبة                   |
| --------- | ----------------- | -------------- | -------------- | ---------------------- | ---------------------- | ---------------------- | ---------------------- |
| نبيل كباب | 100 متر سباحة حرة | 50.37          | 4              | أقصي في الدور التمهيدي | أقصي في الدور التمهيدي | أقصي في الدور التمهيدي | أقصي في الدور التمهيدي |

## 
| اللاعب        | المنافسة | دور ال 32                | دور ال 16 | ربع النهائى | نصف النهائى | النهائى  | النهائى  |
| اللاعب        | المنافسة | النتيجة                  | النتيجة   | النتيجة     | النتيجة     | النتيجة  | الترتيب  |
| ------------- | -------- | ------------------------ | --------- | ----------- | ----------- | -------- | -------- |
| مقداد اليامين | (54 كلغ) | كولومبيا انهزم 1 - 8 PTF | لم يتأهل  | لم يتأهل    | لم يتأهل    | لم يتأهل | لم يتأهل |

## رفع الاثقال
| اللاعب      | المنافسة | الخطف  | الخطف   | النتر  | النتر   | المجموع | الترتيب |
| اللاعب      | المنافسة | النيجة | الترتيب | التيجة | الترتيب | المجموع | الترتيب |
| ----------- | -------- | ------ | ------- | ------ | ------- | ------- | ------- |
| بيداني وليد | 105 كلغ  | 160    | 12      | 180    | 14      | 340     | 14      |

## الاغرقية
| اللاعب            | المنافسة | التصفيات                     | دور ال 16 | ربع النهائى | نصف النهائى | الترضية 1 | الترضية 2 | النهائى  | النهائى  |
| اللاعب            | المنافسة | النتيجة                      | النتيجة   | النتيجة     | النتيجة     | النتيجة   | النتيجة   | النتيجة  | الترتيب  |
| ----------------- | -------- | ---------------------------- | --------- | ----------- | ----------- | --------- | --------- | -------- | -------- |
| طارق عزيز بن عيسى | 60 كلغ   | خسر 0_3 روسيا                | لم يتأهل  | لم يتأهل    | لم يتأهل    | لم يتأهل  | لم يتأهل  | لم يتأهل | لم يتأهل |
| محمد سرير         | 66 كلغ   | خسر 1_3 ليتوانيا             | لم يتأهل  | لم يتأهل    | لم يتأهل    | لم يتأهل  | لم يتأهل  | لم يتأهل | لم يتأهل |
| الوافي محمد رياض  | 84كلغ    | خسر 1_3 بيلاروس سوسلان كتيزف | لم يتأهل  | لم يتأهل    | لم يتأهل    | لم يتأهل  | لم يتأهل  | لم يتأهل | لم يتأهل |

## كرة الطائرة نساء

### التعداد
- المدرب الرئيسي: جورح ستروميلو.  بولندا
- مساعد المدرب :عماد سعيداني.
- 17 ليديا اولمو من نادي HAINAUT ..(قائدة)
- 11 موني عبد الرحيم من نادي جمعية ولاية بجاية .
- 18 تسعديت عيسو من نادي نجمة الشلف .
- 8 زهرة بن سالم من المجمع الرياضي البترولي .
- 12 صفية بوخيمة من نادي المجمع الرياضي البترولي .
- 1 سيرين هناوي من نادي HAINAUT
- 3 سليمة حموش من المجمع الرياضي البترولي .
- 5 امال خمطاش من المجمع الرياضي البترولي .
- 19 سيليا بوريحان من نادي ناصرية بجاية .
- 2 دلال مروة عاشور من نادي موزاية .
- 9 سارة بلحوسين من المجمع الرياضي البترولي .

### المباريات
| الجزائر | 3 _ 0 | اليابان |
| ------- | ----- | ------- |
| 15 14 7 |       | 25      |

| الجزائر       | 3 _ 2 | المملكة المتحدة |
| ------------- | ----- | --------------- |
| 25 19 25 19 8 |       | 22 25 21 25 15  |

| الجزائر | 3 _ 0 | روسيا |
| ------- | ----- | ----- |
| 7 14 15 |       | 25    |

| الجزائر  | 3 _ 0 | إيطاليا |
| -------- | ----- | ------- |
| 11 12 17 |       | 25      |

| الجزائر  | 3 _ 0 | جمهورية الدومينيكان |
| -------- | ----- | ------------------- |
| 15 16 13 |       | 25                  |

### الترتيب
| الفريق              | لعب | فوز | خسارة | الاشواط له | الاشواط عليه | النقاط |
| ------------------- | --- | --- | ----- | ---------- | ------------ | ------ |
| روسيا               | 5   | 5   | 0     | 15         | 4            | 14     |
| إيطاليا             | 5   | 4   | 1     | 14         | 5            | 13     |
| اليابان             | 5   | 3   | 2     | 11         | 6            | 9      |
| جمهورية الدومينيكان | 5   | 2   | 3     | 8          | 9            | 6      |
| المملكة المتحدة     | 5   | 1   | 4     | 3          | 14           | 2      |
| الجزائر             | 5   | 0   | 5     | 2          | 15           | 1      |

## مقالات ذات صلة
- الرياضة في الجزائر